# Керана
Юлия Йорданова, популярна с артистичното си име Керана, е българска певица, телевизионна, театрална и озвучаваща актриса. Вокал е на групата „Керана и Космонавтите“, както и с озвучаването на филми.

## Биография
Родена е на 28 юли 1993 г. в Пловдив, Република България. Завършила е Английската гимназия.

## Кариера в телевизионни предавания
През 2020 г. участва в музикалното риалити „Гласът на България“ по bTV, където попада в отбора на Камелия.
От февруари до май 2023 г. участва в шоуто за имитации „Като две капки вода“ по Нова телевизия.
От 14 септември 2024 г. е водеща на музикалната игра „Коя е тази песен?“ по bTV.
От 5 ноември 2024 г. е водеща на музикалната игра „Помниш ли текста?“ по bTV.

## Кариера в озвучаване
Керана се занимава с дублаж на пълнометражни филми от септември 2023 г. Първоначално е изпълнявала песните на Коприна в „Тролчета: Бандата се събира“, а първата й главна героиня е на Аша в анимационния филм на Дисни „Желание“, който излиза по кината на 24 ноември 2023 г.
Другите й персонажи в дублажа включват Елфаба Троп/Злата вещица от Запада във филмовата поредица „Злосторница“, изиграна от Синтия Ериво, Матанги от „Смелата Ваяна 2“ и Злата кралица в „Снежанка“, изиграна от Гал Гадот.

## Участия в пиеси и мюзикъли
- Главна роля в пиесата „Всяка първа сряда“
- Ева Перон в мюзикъла „Евита“[6]
- Мария Магдалена в рок мюзикъла „Исус Христос суперзвезда“
- Мортиша Адамс в мюзикъла „Семейство Адамс“[7]
- Булката в „Горчиво“, Младежки театър „Николай Бинев“

## Филмография
- „Ретроспект“ (2024) – Деси

## Роли в дублажа
1. „Желание“ – Аша (Ариана Дебос), 2023[8][9]
2. „Злосторница“ – Елфаба (Синтия Ериво), 2024[10]
3. „Злосторница: Част 2“ – Елфаба (Синтия Ериво), 2025
4. „Смелата Ваяна 2“ – Матанги (Аухимай Фрейзър), 2024
5. „Снежанка“ – Злата кралица (Гал Гадот), 2025
6. „Тролчета: Бандата се събира“ – Коприна (вокал), 2023